# ولبیت
ولبیت (کرواتی: Velebit) بزرگترین (و نه پرارتفاع‌ترین) رشته‌کوه در کشور کرواسی است.بلندترین قله این رشته‌کوه واگانسکی نام دارد با ۱٬۷۵۷ متر ارتفاع.این رشته‌کوه از شمالغرب نزدیک سنی تا شمالغرب نزدیک کنین ادامه دارد.

## آب و هوا
| داده‌های اقلیم زاویژان (منطقه‌ای در رشته‌کوه)             | داده‌های اقلیم زاویژان (منطقه‌ای در رشته‌کوه) | داده‌های اقلیم زاویژان (منطقه‌ای در رشته‌کوه) | داده‌های اقلیم زاویژان (منطقه‌ای در رشته‌کوه) | داده‌های اقلیم زاویژان (منطقه‌ای در رشته‌کوه) | داده‌های اقلیم زاویژان (منطقه‌ای در رشته‌کوه) | داده‌های اقلیم زاویژان (منطقه‌ای در رشته‌کوه) | داده‌های اقلیم زاویژان (منطقه‌ای در رشته‌کوه) | داده‌های اقلیم زاویژان (منطقه‌ای در رشته‌کوه) | داده‌های اقلیم زاویژان (منطقه‌ای در رشته‌کوه) | داده‌های اقلیم زاویژان (منطقه‌ای در رشته‌کوه) | داده‌های اقلیم زاویژان (منطقه‌ای در رشته‌کوه) | داده‌های اقلیم زاویژان (منطقه‌ای در رشته‌کوه) | داده‌های اقلیم زاویژان (منطقه‌ای در رشته‌کوه) |
| ماه                                                    | ژانویه                                     | فوریه                                      | مارس                                       | آوریل                                      | مه                                         | ژوئن                                       | ژوئیه                                      | اوت                                        | سپتامبر                                    | اکتبر                                      | نوامبر                                     | دسامبر                                     | سال                                        |
| ------------------------------------------------------ | ------------------------------------------ | ------------------------------------------ | ------------------------------------------ | ------------------------------------------ | ------------------------------------------ | ------------------------------------------ | ------------------------------------------ | ------------------------------------------ | ------------------------------------------ | ------------------------------------------ | ------------------------------------------ | ------------------------------------------ | ------------------------------------------ |
| سابقهٔ بیش‌ترین °C (°F)                                  | ۱۲٫۵ (۵۵)                                  | ۱۳٫۸ (۵۷)                                  | ۱۶٫۵ (۶۲)                                  | ۱۹٫۴ (۶۷)                                  | ۲۳٫۱ (۷۴)                                  | ۲۴٫۴ (۷۶)                                  | ۲۷٫۶ (۸۲)                                  | ۲۸٫۲ (۸۳)                                  | ۲۷٫۲ (۸۱)                                  | ۲۰٫۶ (۶۹)                                  | ۱۹٫۲ (۶۷)                                  | ۱۴٫۶ (۵۸)                                  | ۲۸٫۲ (۸۳)                                  |
| میانگین بیش‌ترین °C (°F)                                | −۰٫۷ (۳۱)                                  | −۰٫۹ (۳۰)                                  | ۱٫۴ (۳۵)                                   | ۴٫۴ (۴۰)                                   | ۱۰٫۱ (۵۰)                                  | ۱۳٫۶ (۵۶)                                  | ۱۶٫۶ (۶۲)                                  | ۱۶٫۹ (۶۲)                                  | ۱۲٫۶ (۵۵)                                  | ۸٫۴ (۴۷)                                   | ۳٫۲ (۳۸)                                   | ۰٫۵ (۳۳)                                   | ۷٫۲ (۴۵)                                   |
| میانگین روزانه °C (°F)                                 | −۳٫۵ (۲۶)                                  | −۴٫۰ (۲۵)                                  | −۱٫۷ (۲۹)                                  | ۱٫۲ (۳۴)                                   | ۶٫۵ (۴۴)                                   | ۹٫۹ (۵۰)                                   | ۱۲٫۵ (۵۵)                                  | ۱۲٫۴ (۵۴)                                  | ۸٫۹ (۴۸)                                   | ۵٫۰ (۴۱)                                   | ۰٫۲ (۳۲)                                   | −۲٫۴ (۲۸)                                  | ۳٫۸ (۳۹)                                   |
| میانگین کم‌ترین °C (°F)                                 | −۶٫۱ (۲۱)                                  | −۶٫۵ (۲۰)                                  | −۴٫۳ (۲۴)                                  | −۱٫۲ (۳۰)                                  | ۳٫۸ (۳۹)                                   | ۷٫۰ (۴۵)                                   | ۹٫۴ (۴۹)                                   | ۹٫۵ (۴۹)                                   | ۶٫۲ (۴۳)                                   | ۲٫۴ (۳۶)                                   | −۲٫۳ (۲۸)                                  | −۵٫۰ (۲۳)                                  | ۱٫۱ (۳۴)                                   |
| سابقهٔ کم‌ترین °C (°F)                                   | −۲۴٫۵ (−۱۲)                                | −۲۸٫۶ (−۱۹)                                | −۲۲٫۶ (−۹)                                 | −۱۴٫۵ (۶)                                  | −۹٫۸ (۱۴)                                  | −۳٫۱ (۲۶)                                  | ۰٫۲ (۳۲)                                   | −۲٫۰ (۲۸)                                  | −۳٫۸ (۲۵)                                  | −۱۱٫۵ (۱۱)                                 | −۱۶٫۸ (۲)                                  | −۲۴٫۲ (−۱۲)                                | −۲۸٫۶ (−۱۹)                                |
| بارندگی میلی‌متر (اینچ)                                 | ۱۴۴٫۷ (۵٫۷)                                | ۱۴۷٫۲ (۵٫۸)                                | ۱۴۷٫۰ (۵٫۷۹)                               | ۱۷۹٫۳ (۷٫۰۶)                               | ۱۵۴٫۷ (۶٫۰۹)                               | ۱۵۶٫۴ (۶٫۱۶)                               | ۸۶٫۵ (۳٫۴۱)                                | ۱۲۱٫۸ (۴٫۸)                                | ۱۸۰٫۴ (۷٫۱)                                | ۲۱۵٫۹ (۸٫۵)                                | ۲۴۵٫۶ (۹٫۶۷)                               | ۲۰۴٫۰ (۸٫۰۳)                               | ۱٬۹۸۳٫۴ (۷۸٫۰۹)                            |
| میانگین روزهای بارندگی (≥ ۰.۱ mm)                      | ۱۴٫۷                                       | ۱۴٫۱                                       | ۱۴٫۴                                       | ۱۶٫۱                                       | ۱۳٫۶                                       | ۱۳٫۶                                       | ۹٫۶                                        | ۹٫۴                                        | ۱۱٫۷                                       | ۱۳٫۷                                       | ۱۵٫۰                                       | ۱۵٫۴                                       | ۱۶۱٫۳                                      |
| میانگین روزهای برفی (≥ ۱.۰ cm)                         | ۲۹٫۱                                       | ۲۷٫۲                                       | ۲۹٫۸                                       | ۲۷٫۹                                       | ۹٫۹                                        | ۱٫۰                                        | ۰٫۰                                        | ۰٫۰                                        | ۰٫۵                                        | ۴٫۷                                        | ۱۶٫۱                                       | ۲۷٫۶                                       | ۱۷۳٫۹                                      |
| درصد رطوبت                                             | ۸۰٫۶                                       | ۷۹٫۸                                       | ۸۰٫۴                                       | ۸۱٫۱                                       | ۷۸٫۶                                       | ۷۷٫۱                                       | ۷۲٫۶                                       | ۷۳٫۵                                       | ۷۷٫۹                                       | ۸۰٫۸                                       | ۸۲٫۶                                       | ۸۱٫۴                                       | ۷۸٫۹                                       |
| میانگین روزانه ساعت‌های تابش آفتاب                      | ۹۹٫۲                                       | ۱۱۵٫۸                                      | ۱۴۵٫۷                                      | ۱۵۶٫۰                                      | ۲۱۷٫۰                                      | ۲۳۷٫۰                                      | ۲۹۷٫۶                                      | ۲۸۲٫۱                                      | ۲۰۴٫۰                                      | ۱۴۲٫۶                                      | ۹۶٫۰                                       | ۸۹٫۹                                       | ۲٬۰۸۲٫۹                                    |
| درصد احتمال تابش آفتاب                                 | ۳۵                                         | ۴۰                                         | ۴۰                                         | ۴۱                                         | ۵۱                                         | ۵۵                                         | ۶۷                                         | ۶۸                                         | ۵۵                                         | ۴۲                                         | ۳۴                                         | ۳۴                                         | ۴۹                                         |
| منبع: Croatian Meteorological and Hydrological Service |                                            |                                            |                                            |                                            |                                            |                                            |                                            |                                            |                                            |                                            |                                            |                                            |                                            |